# Bad Brückenau
Bad Brückenau (Lázně Brückenau) je německé lázeňské město v dolnofranském okrese Bad Kissingen, ve spolkové zemi Bavorsko na Francké Sále v pohoří Rhön. Od roku 2021 je na seznamu Světového dědictví UNESCO v rámci položky Slavná lázeňská města Evropy.

## Název
Město Brückenau bylo vládním usnesením z 8. dubna 1970 přejmenováno na Bad Brückenau, tj. Lázně Brückenau, jak se do té doby nazývala jen jedna z jeho městských částí.

## Administrativní dělení
K hlavní části Bad Brückenau jsou připojeny: Pilsterhof (samota), Röderhof (Einöde), Römershag (farní obec), Sinnthalshof (sídlo), Staatsbad Brückenau (městská část), Stockhof (samota), Stockpapiermühle (samota), Volkers (farní obec), Volkersberg (klášter) a Wernarz (farní obec).

## Historie
První osídlení souvisí s římskou říší císaře Karla Velikého počátkem 9. století. První písemná zmínka o obci pochází z roku 1247, později náležela knížecímu opatství benediktinů ve Fuldě. V roce 1310 císař Jindřich VII. udělil Brückenau městská práva. 
Minerální prameny jsou zde zmiňované až v roce 1674. Od druhé poloviny 18. století začali přijíždět lázeňští hosté. V roce 1814 se město stalo součástí Bavorska. Sílící lázeňský provoz po skončení napoleonských válek a záliba bavorského krále Ludvíka I. vedly k projektu velké lázeňské budovy, kterou navrhl Johann Gottfried Gutensohn.
Zde se v roce 1847 Ludvík I. setkal s Irkou Elizou Gilbertovou, alias Lolou Montezovou (1820–1861), do níž se zamiloval. Tanečnice a podvodnice Lola žila ve vile pod Fürstenhofem v Löwenu. Dvaašedesátiletý Ludvík v roce 1848 přišel o královskou korunu, nejen kvůli Lole Montezové. Aféra otřásla bavorskou monarchií a Wittelsbachy málem připravila o trůn.

## Památky
- Lázeňská budova, v novoklasicistním slohu ji navrhl architekt Johann Gottfried Gutensohn.
- Knížecí dvůr s parkem
- Kostel sv. Bartoloměje

## Galerie

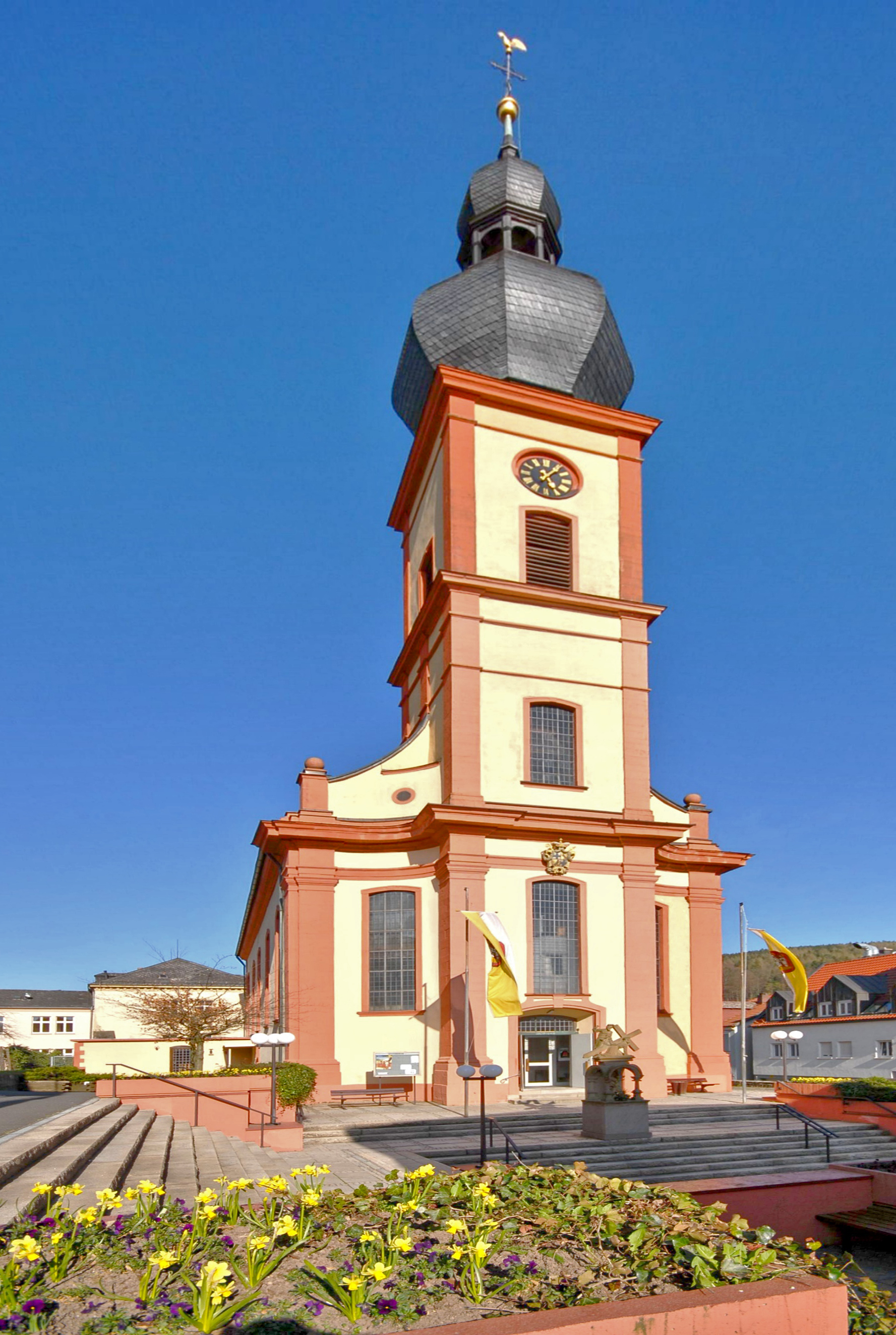
Kostel sv. Bartoloměje
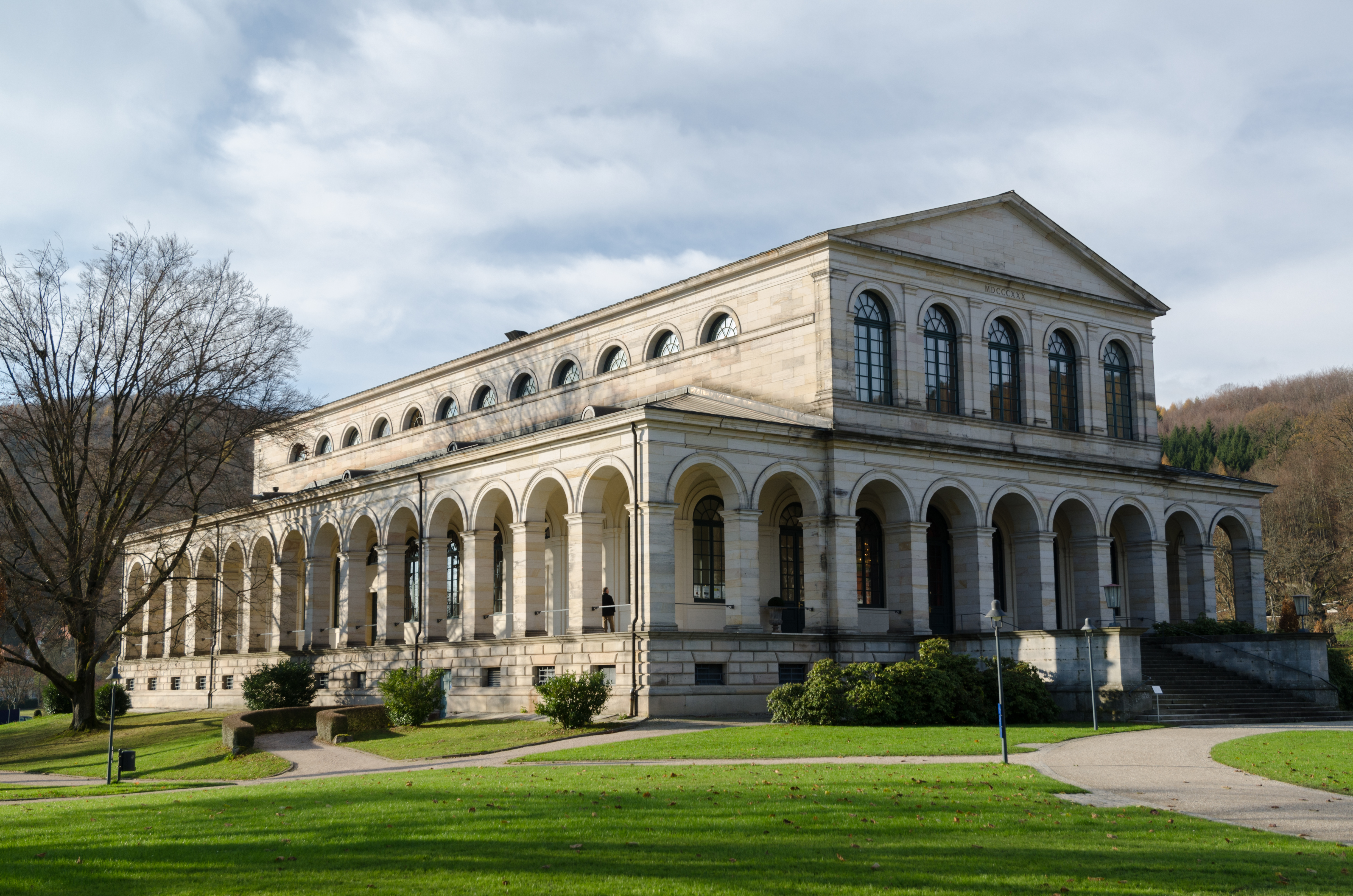
Lázeňská budova
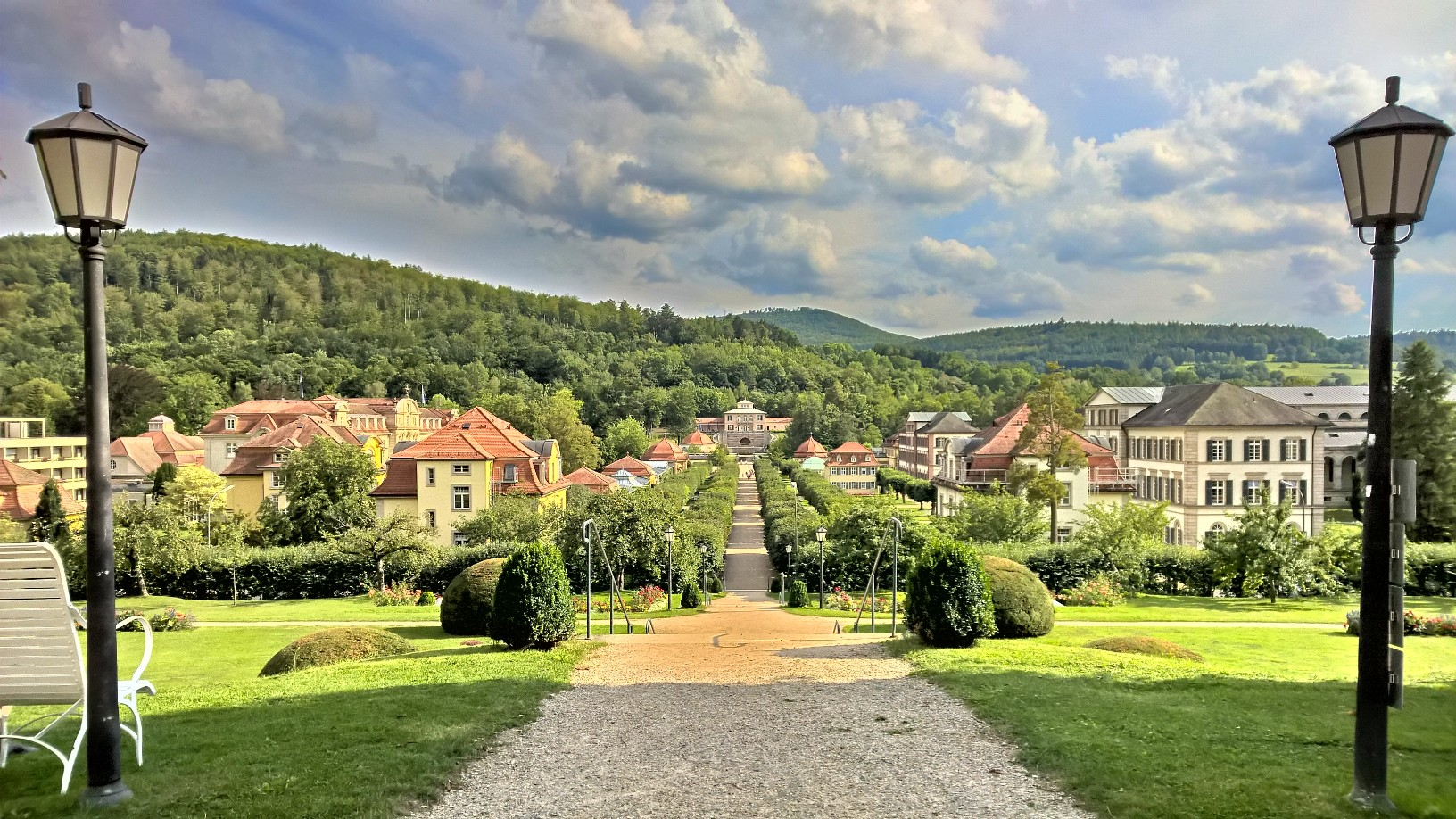
Lázně:Knížecí dvůr
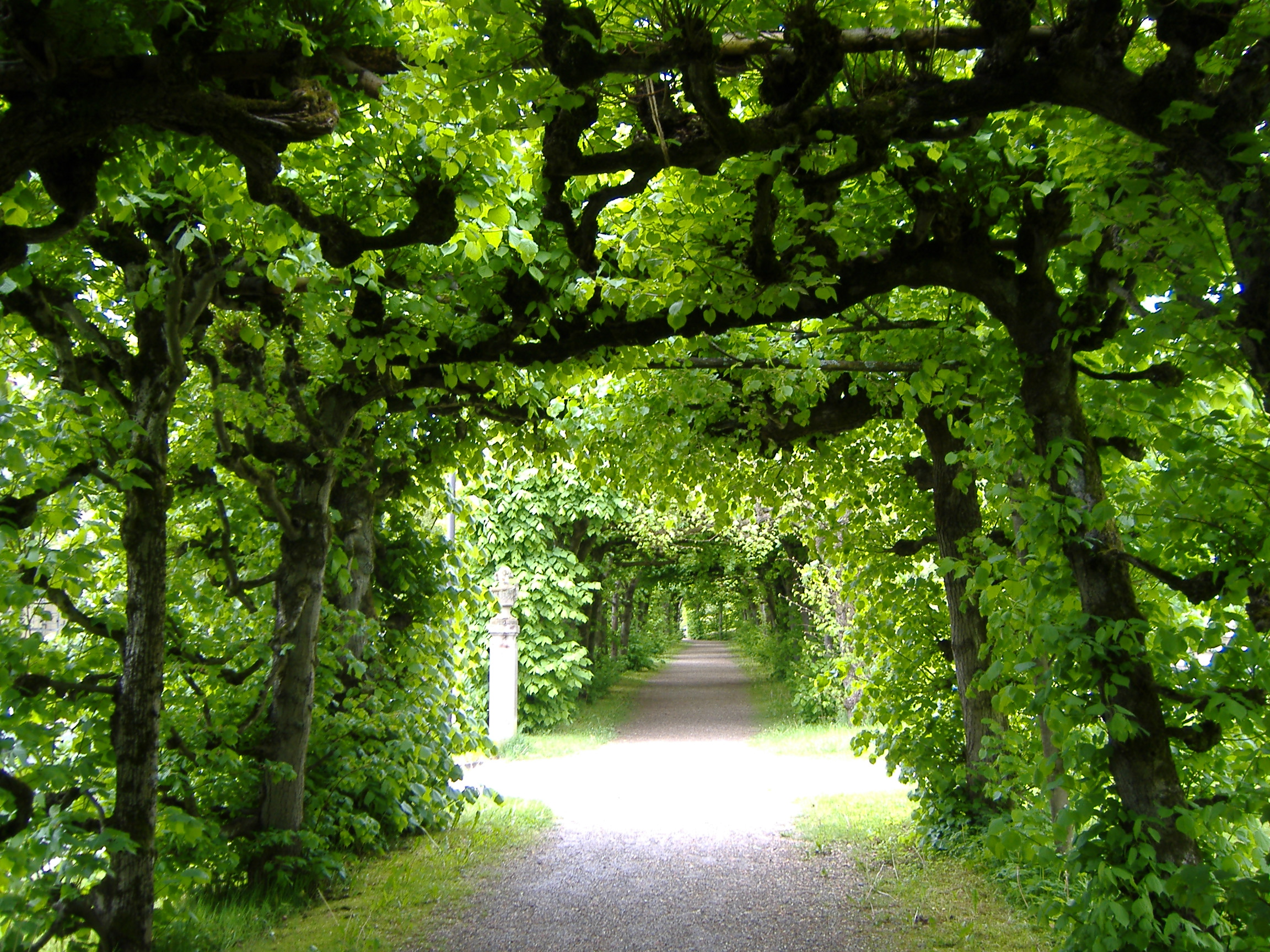
Lázně:Lipové loubí
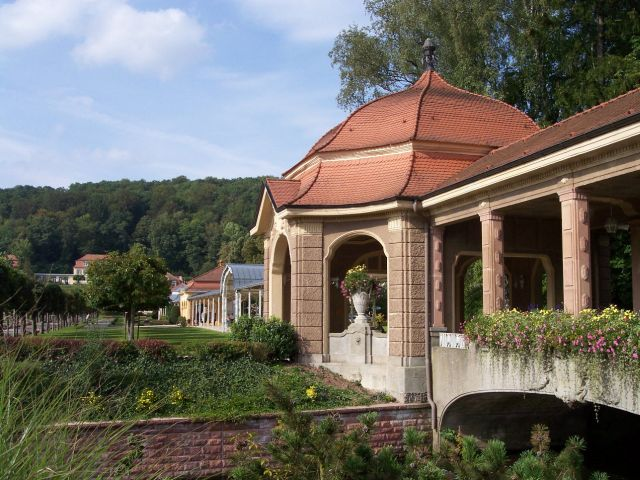
Lázeňská kolonáda a park

## Partnerská města
- Kirkham, Spojené království
- Ancenis, Francie